# اعتلال الأعصاب الحسي الذاتي الوراثي
اعتلال الأعصاب الحسي الذاتي الوراثي أو اعتلال الأعصاب الحسي الوراثي هي حالة تستخدم لوصف أي نوع من أنواع هذا المرض الذي ينعدم فيه الإحساس.
وهي أقل شيوعًا من داء شاركوت ماري توث.

## التصنيف
وُصف خمسة هياكل سريرية مختلفة تحت مسمى اعتلال الأعصاب الحسي الذاتي الوراثي وجميعها تتميز بفقدان تدريجي في الوظيفة والتي تؤثر في الغالب على الأعصاب الحسية المحيطية. وقُدرت نسبة انتشار الإصابة بحوالي حالة من أصل 25 ألف.

### النمط الأول
اعتلال الأعصاب الحسي الذاتي الوراثي النمط الأول هو حالة تتميز بتشوهات عصبية في الساقين والقدمين (الاعتلال العصبي المحيطي). يعاني الكثير من الأشخاص المصابين بهذا النمط من حس الوخز والضعف وانخفاض القدرة على الشعور بالألم والحرارة والبرودة. بعض الأشخاص المصابين لا يفقدون الإحساس ولكن يعانون بدلًا من ذلك من آلام حارقة في القدمين والساقين. مع تقدم الإصابة، يمكن أن تؤثر التشوهات الحسية على اليدين والذراعين والكتفين والبطن. قد يعاني الأشخاص المصابون أيضًا من هزال العضلات وضعفها مع التقدم في السن، إلا أن هذا الأمر يختلف بشكل كبير ضمن العائلات.
عادة ما يعاني الأشخاص المصابون من القرحات المفتوحة على أقدامهم أو أيديهم أو التهابات الأنسجة الرخوة في أطراف الأصابع التي غالبًا ما يكون شفاؤها بطيء. وذلك لأن الأفراد المصابين ينعدم لديهم الإحساس بالألم لذا يتأخرون في طلب العلاج. في حال عدم علاج القرحات فقد تلتهب مما يتطلب بتر المنطقة المحيطة.
ولو نادرًا، إلا أن الأشخاص المصابين باعتلال الأعصاب الحسي الذاتي الوراثي النمط الأول قد يتطور لديهم نقص في السمع ناتج عن الاعتلالات في الأذن الداخلية (اعتلال السمع الحسي العصبي).
تظهر أعراض وعلامات النمط الأول من اعتلال الأعصاب الحسي الذاتي الوراثي خلال سن المراهقة أو العشرينات. في حين أن معالم هذا الاضطراب تسوء مع الوقت إلا أنه هناك متوسط متوقع للعمر في حال عولجت الأعراض والعلامات بالشكل الصحيح.
النمط الأول هو النمط الأكثر شيوعًا بين الأنماط الخمسة للمرض وهو خلة صبغية جسدية سائدة. يبدأ عادةً خلال أوائل فترة المراهقة أو البلوغ. يتميز المرض بفقدان الإحساس بالألم بشكل رئيسي في الأجزاء البعيدة من الأطراف السفلية، أي في أجزاء الساقين البعيدة عن مركز الجسم. نظرًا لأن الإحساس بالألم معدوم لدى الأشخاص المصابين فقد لا يميزون الإصابات الطفيفة على الفور وقد تتطور إلى قرحات شديدة. بمجرد حدوث الالتهاب، تحصل مضاعفات أخرى مثل التهتك التدريجي للعظام الواقعة تحت المنطقة المصابة مما قد يتطلب إجراء البتر. في حالات نادرة، قد يترافق المرض بالإصابة بالصمم العصبي والهزال العضلي. تتظاهر الاضطرابات في الجهاز العصبي الذاتي، في حال وجودها، على شكل خلل في التعرق. يُظهر فحص بنية ووظيفة الأعصاب تنكس عصبي مثل انخفاض ملحوظ في عدد الأعصاب المغمدة بالنخاعين وخسارة في المحاور العصبية. تفقد الخلايا العصبية الحسية القدرة على نقل السيالات العصبية بشكل كامل، في حين أن الخلايا العصبية المحركة تفقدها بشكل جزئي.

### النمط الثاني، الاعتلال العصبي الحسي الخلقي
النمط الثاني من اعتلال الأعصاب الحسي الذاتي الوراثي هو حالة تؤثر بشكل أساسي على الخلايا العصبية الحسية التي تنقل السيالات العصبية الحسية المتعلقة بحس الألم والحرارة واللمس. قد تسبب الإصابة لدى بعض الأشخاص خلل في الجهاز العصبي الذاتي الذي يتحكم بوظائف الجسم اللاإرادية مثل ضربات القلب والهضم والتنفس. تبدأ أعراض الإصابة بالنمط الثاني من اعتلال الأعصاب الحسي الذاتي الوراثي في مرحلة الرضيع أو بداية الطفولة.
العلامة الأولى للإصابة عادةً هي خدر في اليدين والقدمين. ويفقد الأشخاص المصابون فيما بعد القدرة على الشعور بالألم أو الإحساس بالحرارة أو البرودة. يتطور لدى الأشخاص المصابين أيضًا قرحات مفتوحة على اليدين والقدمين. ولأن الأشخاص المصابين بهذا المرض لا يشعرون بالألم فإنهم يتأخرون في طلب العلاج. في حال عدم علاج القرحات فقد تلتهب مما يتطلب بتر المنطقة المحيطة. تُعد الإصابة الذاتية غير المقصودة شائعة لدى الأشخاص المصابين، خصوصًا عض الشفاه أو اللسان أو الأصابع. هذا قد يؤدي إلى بتر الأعضاء التي يعضها المريض دون أن يشعر. غالبًا ما يتعرض هؤلاء المرضى أيضًا إلى إصابات وكسور في أيديهم وأرجلهم وأطرافهم ومفاصلهم دون علاج بسبب انعدام الإحساس بالألم. تؤدي هذه الإصابات المتكررة إلى ما يسمى مفصل شاركوت، والتي يتهدم فيها العظم والأنسجة المحيطة بالمفاصل.
آثار الإصابة بالنمط الثاني لاعتلال الأعصاب الحسي الذاتي الوراثي أكثر تنوعًا. يعاني بعض الرضع المصابون من صعوبة في المص مما يُصعّب عليهم تناول الطعام. يعاني بعض الأشخاص المصابون أيضًا من نوبات تباطؤ التنفس أو انقطاعه (انْقِطاعُ النَفَس)، مشاكل هضمية مثل ارتجاع حموضة المعدة إلى المريء (القلس المعدي المريئي) أو بطء في رمش العينين أو منعكس التهوع. ويعانون أيضًا من بطء في المنعكسات الوترية العميقة، وهي المنعكسات من مثل المنعكس الذي يختبره الطبيب عندما يقرع على الركبة بمطرقة.
يعاني بعض الأشخاص المصابون بالنمط الثاني من اعتلال الأعصاب الحسي الذاتي الوراثي من تراجع حس الذوق بسبب ضمور الحليمات الذوقية على طرف اللسان المسماة الحُلَيماتُ الكَمْئِيِة اللسانية.
يتيمز النمط الثاني أو الاعتلال الحسي الخلقي (المعروف باسم داء مورفان) بظهور الأعراض في مرحلة الرضيع أو بداية الطفولة. تصاب الأطراف العلوية والسفلية بقرحات متعددة مزمنة وإصابات متعددة في الأصابع والقدمين. يتأثر الإحساس بالألم في الغالب وتقل المنعكسات الوترية العميقة. البَتْرٌ الذاتِيّ للسُّلاَمَيات البعيدة يُعتبر شائعًا، وكذلك تنكس المفاصل العصبي. يُظهر تخطيط سُرْعَةُ تَوصيلِ العَصَب انخفاض أو انعدام في القدرة العصبية الحسية، وتُظهر الخزعة العصبية خسارة كلية في الألياف المغمدة بالنخاعين وانخفاض في عدد الألياف غير المغمدة بالنخاعين. يورث المرض كحالة جسمية متنحية.

### النمط الثالث: خلل الوظائف المستقلة العائلي
خلل الوظائف المستقلة العائلي هو اضطراب وراثي يؤثر على نمو بعض الخلايا العصبية وبقائها. يؤدي هذا الاضطراب إلى خلل في الخلايا العصبية في الجهاز العصبي الذاتي، الذي يتحكم بالوظائف اللاإرادية كالهضم والتنفس وإنتاج الدموع وتنظيم ضغط الدم ودرجة حرارة الجسم. كما أنه يؤثر على الجهاز العصبي الحسي، والذي يتحكم في الأنشطة المتعلقة بالحواس مثل الذوق وإدراك الألم والحرارة والبرودة. يسمى خلل الوظائف المستقلة العائلي أيضًا باسم النمط الثالث من اعتلال الأعصاب الحسي الذاتي الوراثي.
تظهر المشاكل المتعلقة بهذا الاضطراب لأول مرة في الطفولة. تشمل الأعراض والعلامات الأولى ضعف في توتر العضلات، صعوبات تغذوية، فشل في النمو، نقص في إفراز الدمع، التهابات رئوية متكررة وصعوبات في الحفاظ على درجة حرارة الجسم.